# 張可森
張 可森（チャン・ケセン、拼音: Cheung Ho-Sum、英語名：サム・チャン（Sam Cheung）、1993年8月17日 - ）は香港の民主派政治家。屯門社区網絡に所属している。屯門区区議会新墟選挙区議員。

## 経歴
2019年香港区議会議員選挙では、民主派がそれまで民主派が選出されていない選挙区（通称「白區」）に多くの政界未経験者を擁立した。張可森もそのような人物の中の一人で、ティーチングアシスタントを経て大学に助教として勤務していた。選挙では3,276票を得て親中派の候補である古漢強（2,140票）を打ち破り初当選した。
2020年3月28日、屯門社区網絡への参加を発表した。
2021年2月、他の民主派活動家47人とともに、香港国家安全維持法で定められた国家転覆共謀罪で起訴された。
2021年7月、2020年香港立法会選挙への立候補を目指し、2020年香港立法会民主派予備選挙に出馬。新界西選挙区で35,513票を得て2番手となり、立法会選挙に立候補する権利を得た。こうした中、林鄭月娥行政長官は7月31日、新型コロナウイルス感染症の影響を考慮することを理由に、緊急状況規則条例を適応して選挙を1年間延期し、2021年9月5日に執行するとと発表した。しかしこの延期には香港の法曹界からは違法との指摘も出ている。